# Kokopo
Kokopo è una città della Papua Nuova Guinea.
Situata a 4 metri s.l.m., conta 20 262 abitanti.

## Storia
Col nome di Herbertshöhe, fu tra 1899 e il 1910 la capitale della Nuova Guinea tedesca.
Dal 1994 è capoluogo della provincia della Nuova Britannia Orientale dopo che un'eruzione vulcanica distrusse Rabaul, vecchio capoluogo.

## Società

### Religione
Ospita l'arcidiocesi cattolica di Rabaul.